# Acuario de Georgia

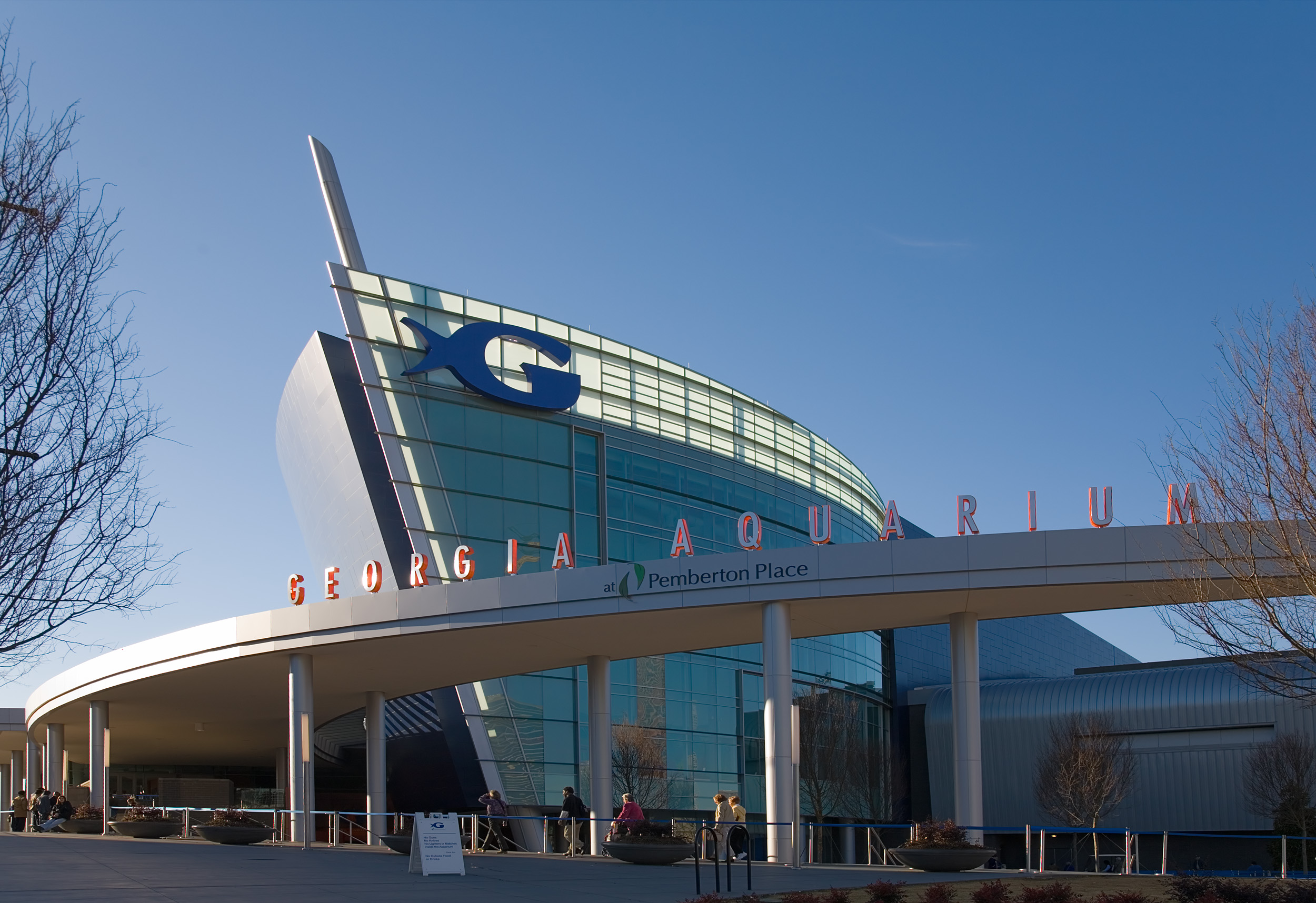
Acuario de Georgia.

El Acuario de Georgia, ubicado en Atlanta, Georgia, Estados Unidos, fue considerado  el mayor acuario del mundo hasta 2012, con más de 30 000 m³; (30 000 000 litros) de agua salada y dulce.

## Construcción
Financiado principalmente con una donación de USD 250 millones por parte del fundador de The Home Depot, Bernie Marcus, fue construido en un terreno de 8,1 hectáreas al norte del Centennial Olympic Park en el centro de la ciudad. Al celebrar Marcus su cumpleaños 60 en el acuario de la bahía de Monterey, California, en 1990, sintió el deseo de construir uno muy grande en Atlanta.

## Apertura

Tiburón ballena en el Acuario de Georgia.

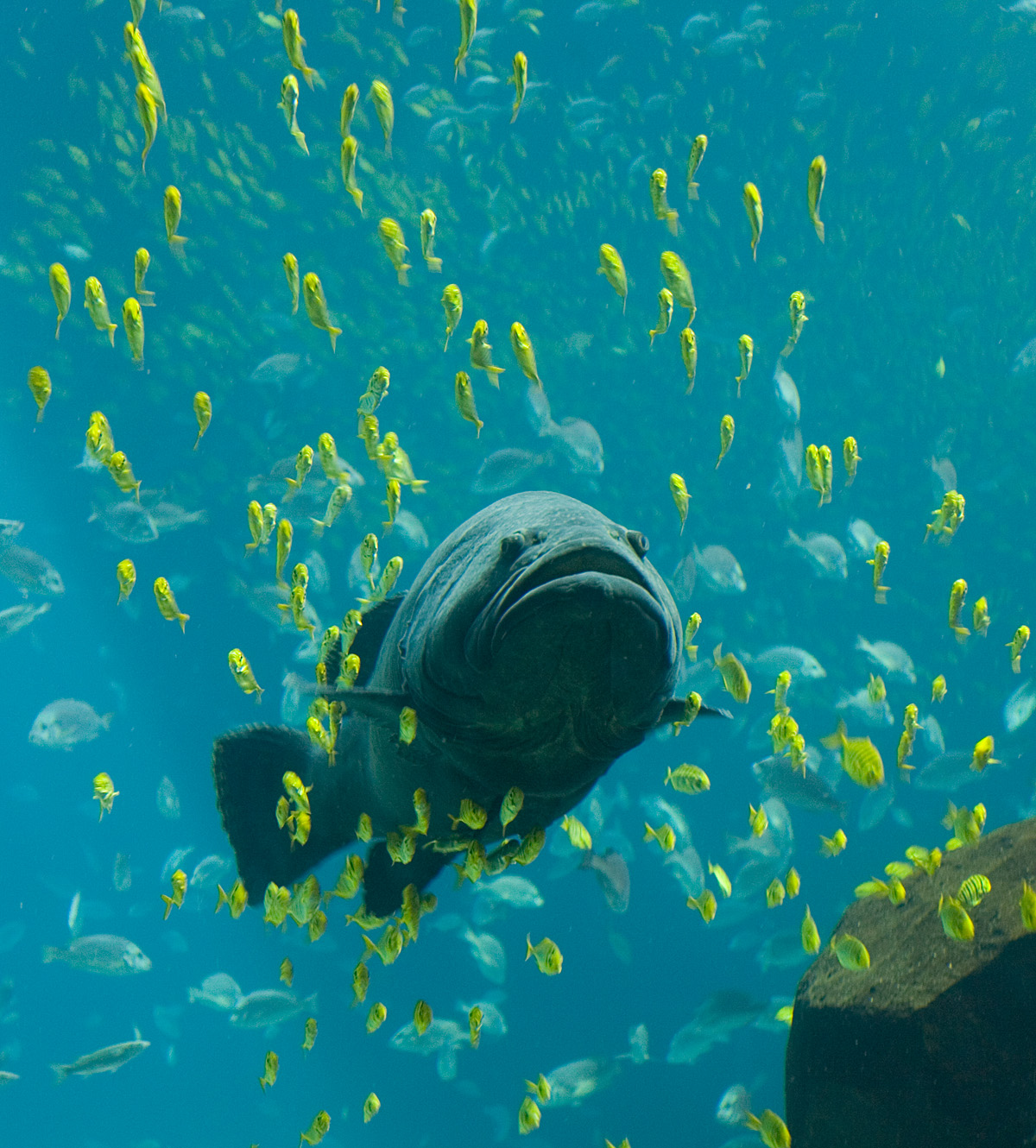
Mero gigante en el Acuario de Georgia.

El acuario abrió por primera vez sus puertas el 21 de noviembre de 2005 para los poseedores de pase anual, y 2 días después al público en general. Con un coste de 22.75 dólares por adulto, el boleto de entrada está entre los más caros del país, a pesar de ser una institución sin fines de lucro. Aun así, el acuario excedió pronto sus expectativas, pues el 1 de marzo de 2006 alcanzó el millón de visitantes, solo 98 días después de su inauguración. Luego de vender más de 290 000 pases anuales en su primer año, suspendió su venta para evitar que se convirtiera en un "club privado". Llegó a los 3 millones de visitantes el 24 de agosto de 2006 para que los niños aprendan sobre la vida acuática.
El acuario contiene una población de más de 100 000 animales, tal vez 120 000, de 500 especies diferentes. La mayoría de los especímenes fueron transportados desde Taiwán a Atlanta por la compañía de transporte de paquetería UPS, que tiene su sede en Atlanta, en 42 tanques en un avión MD-11. UPS donó el flete, estimado en un coste de más de USD 200 000.
Entre sus residentes destacan cuatro tiburones ballenas jóvenes, también de Taiwán, y cinco belugas, dos de ellas llevadas desde México y las otras tres desde el acuario de Nueva York. Es la primera vez que unos tiburones ballena viven en un acuario fuera de Asia, y están en un tanque con 23 500 m³ de agua, es decir, algo así como el 70 % del agua total de los tanques del acuario. En 2008 se convirtió en el cuarto acuario del mundo en exponer una mantarraya con un ejemplar traído de Durban. En 2009 se añadió una segunda mantarraya. En 19 de julio de 2010, el Acuario de Georgia anunció que había adquirido otra mantarraya, una hembra de 2,4 m frente a la costa de Florida.